# На зламі епох
На зламі епох — перший офіційний студійний альбом українського пауер-фолк-метал гурту Kraamola, який вийшов 11 жовтня 2014. Був записаний у період з 2013 по 2014 рік. Барабани були записані на студії Скрипу Records. Усі партії вокалів були прописані на студії Івана Лузана Soncesvit у Києві. Решта інструментів писалися музикантами на домашній студії.

## Список композицій
| yes                       | yes                              | yes                            | yes                                | yes        |
| #                         | Назва                            | Автор слів                     | Автор музики                       | Тривалість |
| ------------------------- | -------------------------------- | ------------------------------ | ---------------------------------- | ---------- |
| 1.                        | «Intro (instrumental)»           |                                | Анатолій Зіневич, Анатолій Хоменко | 2:27       |
| 2.                        | «Голос землі»                    | Іван Лузан                     | Анатолій Зіневич                   | 4:51       |
| 3.                        | «Чаклунка»                       | Іван Лузан, Юлія Герштун       | Сергій Кондров                     | 4:36       |
| 4.                        | «Джерело»                        | Соломія Зіневич                | Анатолій Зіневич                   | 6:42       |
| 5.                        | «На зламі»                       | Анатолій Зіневич               | Анатолій Зіневич                   | 5:23       |
| 6.                        | «Морана»                         | Анатолій Зіневич, Сергій Ісаєв | Анатолій Зіневич                   | 6:44       |
| 7.                        | «Осіння ніч»                     | Ольга Данильченко              | Анатолій Зіневич                   | 7:44       |
| 8.                        | «Макові душі»                    | Ольга Данильченко              | Сергій Кондров                     | 5:18       |
| 9.                        | «Слався, Украйно! Слався, Січ!»  | Анатолій Зіневич, Сергій Ісаєв | Анатолій Зіневич, Сергій Кондров   | 6:19       |
| 10.                       | «Марш (instrumental)»            |                                | Євген Адамцевич                    | 3:06       |
| 11.                       | «Вітер з гаєм розмовляє (бонус)» | Тарас Григорович Шевченко      | Андрій Савчук, Анатолій Зіневич    | 2:44       |
| Загальна тривалість 56:16 |                                  |                                |                                    |            |

## Учасники запису
У записі альбому брали участь:
| - Сергій Ісаєв;— вокал - Юлія Герштун;— вокал - Анатолій Зіневич — гітара, бас-гітара (1, 4, 5, 6 та 9 трек), бек-вокал (4 та 9 трек) - Сергій Кондров — гітара (окрім 1 та 4 трека), бас-гітара (8 трек) - Анатолій Хоменко — скрипка - Кирил Шаповаленко — бас-гітара (2, 3, 7, 10 та 11 трек), бек-вокал (4 та 9 трек) - Сергій Акульшин — барабани |